# Hypocysta metirius
Hypocysta metirius är en fjärilsart som beskrevs av Butler 1875. Hypocysta metirius ingår i släktet Hypocysta och familjen praktfjärilar. Inga underarter finns listade i Catalogue of Life.

## Bildgalleri

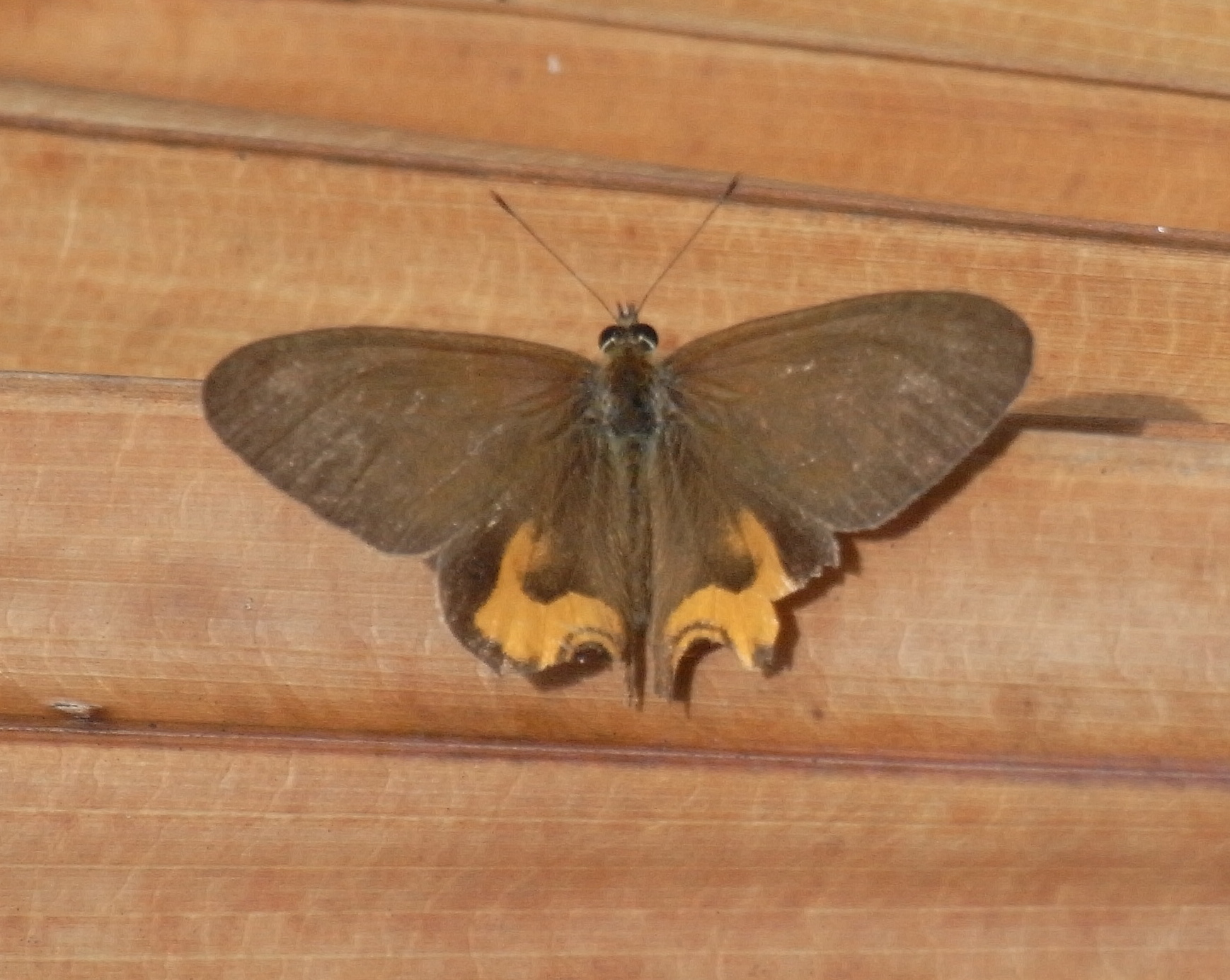
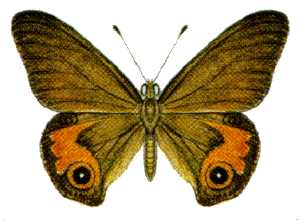